# Альенту
Альенту (итал. Aglientu, Santu Francìscu di l'Aglièntu) — коммуна в Италии, располагается в регионе Сардиния, в провинции Сассари.
Население составляет 1221 человек (30-6-2019), плотность населения составляет 8,24 чел./км². Занимает площадь 148,19  км². Почтовый индекс — 7020. Телефонный код — 079.
Находится в нескольких километрах от моря, на высоте 420 метров.
Сейсмическая классификация: зона 4 (незначительная сейсмичность), Приказ PCM N° 3274 20/03/2003

## Население
Динамика населения:

## Администрация коммуны
- Официальный сайт: http://www.comunediaglientu.it/

## Примечание
1. ↑  Statistiche demografiche ISTAT. demo.istat.it. Дата обращения: 27 ноября 2019. Архивировано из оригинала 24 июля 2019 года.